# Lija Nikolajewna Kogarko

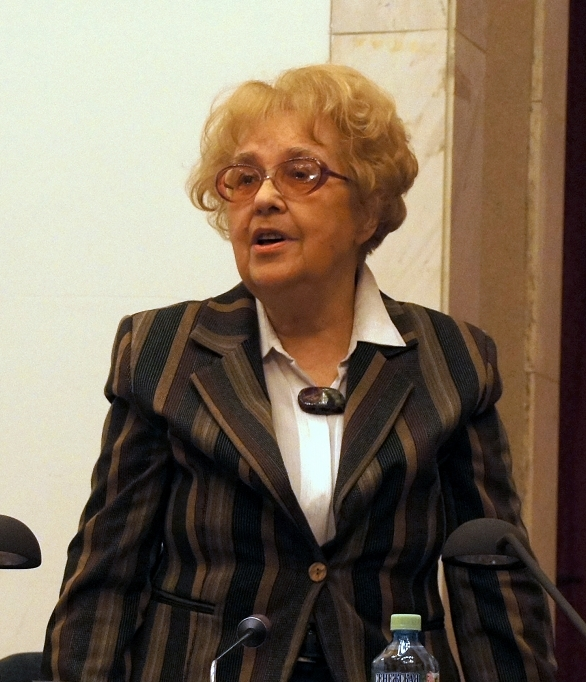
Lija Nikolajewna Kogarko (2016)

Lija Nikolajewna Kogarko (russisch Лия Николаевна Когарко; * 17. Mai 1936 in Moskau) ist eine sowjetische bzw. russische Geochemikerin und Petrologin.

## Leben
Das Studium an der Lomonossow-Universität Moskau (MGU) in der Geologie-Fakultät schloss Kogarko 1958 ab. Anschließend absolvierte sie dort die dreijährige Aspirantur.
Seit 1961 arbeitete Kogarko im Moskauer W.-I.-Wernadski-Institut für Geochemie und Analytische Chemie (GEOChI) der Akademie der Wissenschaften der UdSSR (AN-SSSR, seit 1991 Russische Akademie der Wissenschaften (RAN)). Sie verteidigte 1962 an der MGU ihre Kandidat-Dissertation über die Rolle des Fluors bei der Bildung alkalischer Gesteine am Beispiel des Lowosero-Gebirgsmassivs auf der Halbinsel Kola mit Erfolg für die Promotion zur Kandidatin der geologisch-mineralogischen Wissenschaften. Sie verteidigte 1975 ihre Doktor-Dissertation über die physikalisch-chemischen Bedingungen der Bildung von agpaitischen nephelinschen Syeniten und der entsprechenden Lagerstätten mit Erfolg für die Promotion zur Doktorin der geologisch-mineralogischen Wissenschaften.
Ab 1980 leitete Kodarko das Laboratorium für Geochemie des alkalischen Magmatits.
Schwerpunktmäßig untersuchte Kogarko Prozesse der Entstehung und Entwicklung von erzhaltigen Magmen, die Genese supergigantischer Lagerstätten von Phosphat- und Seltenerdmetallrohstoffen, die geochemische Heterogenität des Erdmantels und die Geochemie des alkalischen Magmatismus des Weltmeeres. Sie entwickelte ein neuartiges Konzept für die strukturelle Lage flüchtiger Komponenten in Magmaschmelzen und schlug ein zweistufiges geochemisches Modell der Karbonatit-Syenit-Bildung vor.
Kodarko wurde 1990 Vollmitglied der Russischen Akademie der Naturwissenschaften. Sie wurde im selben Jahr zum Korrespondierenden Mitglied der AN-SSSR und 1997 zum Vollmitglied der RAN gewählt. Sie ist Mitglied der Königlich Dänischen Akademie der Wissenschaften.

## Ehrungen, Preise
- Jubiläumsmedaille „Zum Gedenken an den 100. Geburtstag von Wladimir Iljitsch Lenin“ (1970)[4]
- W.-I.-Wernadski-Preis (1990)[4]
- Jubiläumsmedaille „300 Jahre Russische Flotte“ (1996)[4]
- D.-S.-Korschinski-Preis der RAN (2016)[1]
- Ehrenurkunde des Präsidenten der Russischen Föderation (2024)

Nacn Kogarko wurde das Mineral Kogarkoit benannt.